# Liste der Kulturdenkmale in Gomlitz
Die Liste der Kulturdenkmale in Gomlitz umfasst sämtliche Kulturdenkmale der Dresdner Gemarkung Gomlitz. Grundlage bildet das Denkmalverzeichnis des Themenstadtplans Dresden, das sämtliche bis Januar 2006 vom Landesamt für Denkmalpflege Sachsen erfassten Kulturdenkmale beinhaltet. Die Straßen und Plätze der Gemarkung sind in der Liste der Straßen und Plätze in Gomlitz enthalten.

## Legende
- Bild: Bild des Kulturdenkmals, ggf. zusätzlich mit einem Link zu weiteren Fotos des Kulturdenkmals im Medienarchiv Wikimedia Commons. Wenn man auf das Kamerasymbol klickt, können Fotos zu Kulturdenkmalen aus dieser Liste hochgeladen werden:
- Bezeichnung: Denkmalgeschützte Objekte und ggf. Bauwerksname des Kulturdenkmals
- Lage: Straßenname und Hausnummer oder Flurstücknummer des Kulturdenkmals. Die Grundsortierung der Liste erfolgt nach dieser Adresse. Der Link (Karte) führt zu verschiedenen Kartendiensten mit der Position des Kulturdenkmals. Fehlt dieser Link, wurden die Koordinaten noch nicht eingetragen. Sind diese bekannt, können sie über ein Tool mit einer Kartenansicht einfach nachgetragen werden. In dieser Kartenansicht sind Kulturdenkmale ohne Koordinaten mit einem roten bzw. orangen Marker dargestellt und können durch Verschieben auf die richtige Position in der Karte mit Koordinaten versehen werden. Kulturdenkmale ohne Bild sind an einem blauen bzw. roten Marker erkennbar.
- Datierung: Baubeginn, Fertigstellung, Datum der Erstnennung oder grobe zeitliche Einordnung entsprechend des Eintrags in der sächsischen Denkmaldatenbank
- Beschreibung: Kurzcharakteristik des Kulturdenkmals entsprechend des Eintrags in der sächsischen Denkmaldatenbank, ggf. ergänzt durch die dort nur selten veröffentlichten Erfassungstexte oder zusätzliche Informationen
- ID: Vom Landesamt für Denkmalpflege Sachsen vergebene, das Kulturdenkmal eindeutig identifizierende Objekt-Nummer. Der Link führt zum PDF-Denkmaldokument des Landesamtes für Denkmalpflege Sachsen. Bei ehemaligen Kulturdenkmalen können die Objektnummern unbekannt sein und deshalb fehlen bzw. die Links von aus der Datenbank entfernten Objektnummern ins Leere führen. Ein ggf. vorhandenes Icon  führt zu den Angaben des Kulturdenkmals bei Wikidata.

## Liste der Kulturdenkmale in Gomlitz
| Bild | Bezeichnung                                                                                                  | Lage                                | Datierung                                         | Beschreibung | ID       |
| ---- | --- | ----------------------------------- | ------------------------------------------------- | --- | -------- |
|      | Gasthof Zum Grünen Baum: Gasthof mit hölzernem Anbau (Sommerlokal)                                           | Alte Moritzburger Straße 15 (Karte) | bezeichnet 1901 (Gasthof)                         | zweigeschossiger Putzbau mit durch Eckquaderungen vertikal betontem Vorbau und Turmaufbau, Relieftafel (Grüner Baum) über dem Eingangsportal, gestalterisch markantes Beispiel eines Gasthofes um 1900, baugeschichtlich und ortsgeschichtlich von Bedeutung | 09283988 |
|      | Ländliches Wohnhaus                                                                                          | Altgomlitz 1 (Karte)                | bezeichnet 1823 (Wohnhaus)                        | zweigeschossiger, giebelständiger Putzbau mit Zwillingsfenstern, als Zeugnis der ländlichen Architektur und Dorfstruktur baugeschichtlich und ortsgeschichtlich von Bedeutung | 09283989 |
|      | Wohnhaus mit angebautem Stalltrakt, Scheune, kleinem Seitengebäude und Einfriedungsmauer eines Dreiseithofes | Altgomlitz 12 (Karte)               | 1. Hälfte 19. Jh. (Wohnhaus)                      | zweigeschossiges Wohnhaus mit Krüppelwalmdach, Stall mit Satteldach und Anbau zur Scheune, im Winkel stehende massive Scheune mit Satteldach und schmales Seitengebäude mit Satteldach im Südosten sowie Hofmauer zur östlichen und südlichen Seite des Hofes, als Zeugnis der ländlichen Lebensweise und Architektur baugeschichtlich und ortsgeschichtlich von Bedeutung | 09283974 |
|      | Wohnhaus, südöstliches Seitengebäude und Reste der Hofmauer und Hofeinfahrt                                  | Altgomlitz 14 (Karte)               | 1. Viertel 19. Jh., mglw. noch älter (Bauernhaus) | ersteres letztes Fachwerkgebäude im heutigen Ortsteil Gomlitz, kräftige Konstruktion mit Stielen, Schwellen und Streben typisch für die Zeit um 1800, Hofeinfahrt mit markanten, gemauerten Pfeilern, authentisch erhaltene ländliche Baulichkeiten ihrer Zeit, architekturhistorisch und ortsgeschichtlich von Bedeutung, Wohnhaus mit Seltenheitswert                    | 09283975 |
|      | Ehem. Wohnstallhaus, zwei Scheunen und Hofeinfahrt (zwei Torpfeiler)                                         | Altgomlitz 17 (Karte)               | Anfang 19. Jh. (Wohnstallhaus)                    | giebelständiges Wohnstallhaus, teilweise Fachwerk, Giebel verbrettert, im Winkel dazu stehend zwei aneinander gebaute Scheunen, als Zeugnis der ländlichen Volksbauweise und Dorfstruktur baugschichtlich von Bedeutung | 09283981 |
|      | Ländliches Wohnhaus                                                                                          | Altgomlitz 20 (Karte)               | 2. Hälfte 19. Jh. (Wohnhaus)                      | Ländliches Wohnhaus | 09283979 |
|      | Wohnstallhaus und Scheune                                                                                    | Altgomlitz 22 (Karte)               | Mitte 19. Jh. (Wohnstallhaus)                     | giebelständiges Wohnstallhaus mit Drillingsfenster und im Winkel dazu stehende massive Scheune aus Ziegelmauerwerk, in der Struktur erhaltener kleiner Hof, baugeschichtlich von Bedeutung | 09283978 |